# Kanton Goussainville
Der Kanton Goussainville ist seit 1976 ein französischer Wahlkreis (Wahlkreis) im Arrondissement Sarcelles im Département Val-d’Oise und in der Region Île-de-France; sein Hauptort ist Goussainville.

## Gemeinden
Der Kanton besteht aus neun Gemeinden mit insgesamt 60.788 Einwohnern (Stand: 1. Januar 2022) auf einer Gesamtfläche von 66,30 km²:
| Gemeinde                 | Einwohner 1. Januar 2022 | Fläche km² | Dichte Einw./km² | Code INSEE | Postleitzahl |
| ------------------------ | ------------------------ | ---------- | ---------------- | ---------- | ------------ |
| Chennevières-lès-Louvres | 294                      | 4,58       | 64               | 95154      | 95380        |
| Épiais-lès-Louvres       | 141                      | 3,42       | 41               | 95212      | 95380        |
| Goussainville            | 30.952                   | 11,52      | 2.687            | 95280      | 95190        |
| Louvres                  | 12.226                   | 11,33      | 1.079            | 95351      | 95380        |
| Marly-la-Ville           | 5.852                    | 8,62       | 679              | 95371      | 95670        |
| Saint-Witz               | 2.511                    | 7,66       | 328              | 95580      | 95470        |
| Survilliers              | 4.154                    | 5,38       | 772              | 95604      | 95470        |
| Vémars                   | 2.986                    | 8,18       | 365              | 95641      | 95470        |
| Villeron                 | 1.672                    | 5,61       | 298              | 95675      | 95380        |
| Kanton Goussainville     | 60.788                   | 66,30      | 917              | 9512       | –            |

Bis zur Neuordnung bestand der Kanton Goussainville aus den zwei Gemeinden Goussainville  und Louvres. Sein Zuschnitt entsprach einer Fläche von 22,85 km2.

## Bevölkerungsentwicklung
| 1968   | 1975   | 1982   | 1990   | 1999   | 2006   | 2011   |
| ------ | ------ | ------ | ------ | ------ | ------ | ------ |
| 19 552 | 33 143 | 30 928 | 32 320 | 36 142 | 39 038 | 40 682 |